# Soraya Esfandiary
Soraya Esfandiary-Bakhtiary, en persa ثریا اسفندیاری بختیاری, (Esfahan, 22 de juny de 1932 - París, 25 d'octubre de 2001), popularment coneguda als Països Catalans com la princesa dels ulls tristos, fou una noble Bakhtiari i actriu iraniana. Filla d'una mare alemanya i d'un pare de la noblesa iraniana, el nazisme va impedir que s'eduqués al país de la seva mare, i fou enviada a un internat a Suïssa. Es va casar als 19 anys i va ser reina de l'Iran entre 1951 i 1958, com a esposa del Xa de Pèrsia Mohammad Reza Pahlavi. Dos anys després de casar-se, la parella s'exilià a Roma a causa del Cop d'estat a l'Iran de 1953, on tornarien un any després. El seu matrimoni va patir moltes pressions, sobretot quan es va aclarir que ella era infèrtil. Soraya va rebutjar el suggeriment del Xa de prendre una segona esposa per tal de donar a llum un hereu, i ell va rebutjar la proposta de Soraya d'abdicar a favor del seu germanastre. El març de 1958 es va anunciar el seu divorci. El 1964 va publicar la seva primera autobiografia, en anglès, titulada "Princess Soraya: Autobiography of Her Imperial Highness" (Princesa Soraya: Autobiografia de la seva altesa imperial). Després d'una breu carrera com a actriu, va aparellar-se amb el director de cinema italià Franco Indovina, que morí en un accident d'avió el 1972. El 1991 va escriure una segona memòria, en francès, amb el seu col·laborador Louis Valentin, anomenada Le Palais des solitudes (el palau de les solituds). Soraya va viure sola a París fins que un ictus provocà la seva mort, a l'edat de 69 anys. El seu germà, Bijan Esfandiary-Bakhtiari, amb qui estaven molt units, va morir vuit dies després d'ella.
La gestió de la seva herència va ser molt problemàtica i polèmica, ja que no hi havia familiars directes, però si molts parents llunyans i tot tipus d'aspirants a hereus, i va acabar en una subhasta.